# CHL Scholastic Player of the Year
Der CHL Scholastic Player of the Year Award ist eine Auszeichnung der Canadian Hockey League. Er wird seit Ende der Saison 1987/88 jährlich an den Spieler der drei großen kanadischen Juniorenligen vergeben, der am besten sportlichen Erfolg mit guten schulischen Leistungen verknüpfen konnte. Zur Wahl stehen jeweils der Gewinner der Daryl K. (Doc) Seaman Trophy (Nominierung der Western Hockey League), der Bobby Smith Trophy (Nominierung der Ontario Hockey League) und der Trophée-Marcel-Robert-Gewinner (Nominierung der Quebec Major Junior Hockey League).

## Gewinner
| Jahr    | Spieler                 | Team                         | Liga           |
| ------- | ----------------------- | ---------------------------- | -------------- |
| 2024/25 | Mathieu Cataford        | Rimouski Océanic             | QMJHL          |
| 2023/24 | Noah Chadwick           | Lethbridge Hurricanes        | WHL            |
| 2022/23 | Colby Barlow            | Owen Sound Attack            | OHL            |
| 2021/22 | Owen Beck               | Mississauga Steelheads       | OHL            |
| 2020/21 | nicht vergeben          | nicht vergeben               | nicht vergeben |
| 2019/20 | Cole Perfetti           | Saginaw Spirit               | OHL            |
| 2018/19 | Dustin Wolf             | Everett Silvertips           | WHL            |
| 2017/18 | Alexandre Alain         | Blainville-Boisbriand Armada | QMJHL          |
| 2016/17 | Sasha Chmelevski        | Ottawa 67’s                  | OHL            |
| 2015/16 | Alexis D’Aoust          | Shawinigan Cataractes        | QMJHL          |
| 2014/15 | Connor McDavid          | Erie Otters                  | OHL            |
| 2013/14 | Connor McDavid          | Erie Otters                  | OHL            |
| 2012/13 | Josh Morrissey          | Prince Albert Raiders        | WHL            |
| 2011/12 | Jonathan Brunelle       | Cape Breton Screaming Eagles | QMJHL          |
| 2010/11 | Dougie Hamilton         | Niagara IceDogs              | OHL            |
| 2009/10 | Dominic Jalbert         | Chicoutimi Saguenéens        | QMJHL          |
| 2008/09 | Stefan Elliott          | Saskatoon Blades             | WHL            |
| 2007/08 | Robert Slaney           | Cape Breton Screaming Eagles | QMJHL          |
| 2006/07 | Alexandre Picard-Hooper | Baie-Comeau Drakkar          | QMJHL          |
| 2005/06 | Pierre-Marc Guilbault   | Shawinigan Cataractes        | QMJHL          |
| 2004/05 | Gilbert Brulé           | Vancouver Giants             | WHL            |
| 2003/04 | Devan Dubnyk            | Kamloops Blazers             | WHL            |
| 2002/03 | Dustin Brown            | Guelph Storm                 | OHL            |
| 2001/02 | nicht vergeben          | nicht vergeben               | nicht vergeben |
| 2000/01 | Dan Hulak               | Portland Winter Hawks        | WHL            |
| 1999/00 | Brad Boyes              | Erie Otters                  | OHL            |
| 1998/99 | Rob Zepp                | Plymouth Whalers             | OHL            |
| 1997/98 | Kyle Rossiter           | Spokane Chiefs               | WHL            |
| 1996/97 | Stefan Cherneski        | Brandon Wheat Kings          | WHL            |
| 1995/96 | Boyd Devereaux          | Kitchener Rangers            | OHL            |
| 1994/95 | Perry Johnson           | Regina Pats                  | WHL            |
| 1993/94 | Patrick Boileau         | Laval Titan Collège Français | QMJHL          |
| 1992/93 | David Trofimenkoff      | Lethbridge Hurricanes        | WHL            |
| 1991/92 | Nathan LaFayette        | Cornwall Royals              | OHL            |
| 1990/91 | Scott Niedermayer       | Kamloops Blazers             | WHL            |
| 1989/90 | Jeff Nelson             | Prince Albert Raiders        | WHL            |
| 1988/89 | Jeff Nelson             | Prince Albert Raiders        | WHL            |
| 1987/88 | Darrin Shannon          | Windsor Spitfires            | OHL            |